# Первичный документ
Первичный документ (в российском законодательстве первичный учётный документ, первичный бухгалтерский документ; англ. accounting source documents; source documents) — бумажный или электронный документ, свидетельствующий о каких-либо деловых или финансовых транзакциях, то есть значимый бухгалтерский документ, используемый для подготовки, проверки и аудита финансовой отчётности организации. 
Первичный документ включает в себя документ, подтверждающий право собственности организации на активы и размер обязательств, а также для доказательства денежных и неденежных операций.

## Определение
Ряд экономистов определяет первичный учётный документ как письменное свидетельство о совершении определённой хозяйственной операции, имеющей юридическую силу и не требующей дальнейших пояснений и детализации.
Первичный документ — это бумажный след, следствием которого стала необходимость совершить анализ и учёт какой-то операции. Существует мнение, что без первичной документации не существует транзакции.

## Учёт первичных документов
В бухгалтерию первичный документ сдается или там же составляется в момент совершения хозяйственной операции или, если это не представляется возможным, — непосредственно после его окончания, и является первым свидетельством произошедших фактов. Первичный документ подтверждает юридическую силу произведённой хозяйственной операции. Он устанавливает ответственность отдельных исполнителей за выполненные ими хозяйственные операции.

### В США
К первичным документам могут относиться чек, банковская выписка, договор, квитанция (в т.ч ваучер), кассовый ордер, накладная, счёт-фактура, счёт на оплату, справка, акт, карточка учёта рабочего времени и т. п. 
IRS рекомендует хранить первичную документацию от трёх лет и выше.

### В Российской Федерации
Обязательные реквизиты
Согласно Федеральному закону «О бухгалтерском учёте», обязательными реквизитами первичного учётного документа являются:
1. наименование документа;
2. дата составления документа;
3. наименование экономического субъекта, составившего документ;
4. содержание хозяйственной операции;
5. величина натурального и (или) денежного измерения факта хозяйственной жизни с указанием единиц измерения;
6. перечень ответственных должностных лиц;
7. личные подписи ответственных должностных лиц.

#### Перечень не первичных документов бухгалтерского учета
В Налоговом кодексе РФ понятия «первичный документ» и «счёт-фактура» приводятся через запятую. Вопрос об отнесении счёта-фактуры к первичным документам является дискуссионным. Счёт-фактура сам по себе не обозначает какую-либо хозяйственную операцию, он является лишь приложением к собственно первичному документу (накладной, акту). Наличие счёта-фактуры необходимо для получения вычета по НДС, но получение вычета по одному лишь счёту-фактуре в отсутствие акта или накладной будет являться неправомерным (из этого правила имеются исключения). Кроме этого, считается, что не являются первичными документами бухгалтерского учета: договор и счёт на оплату.

#### Перечень первичных документов
Итак, согласно п.1. ст.9 ФЗ «О бухгалтерском учёте» первичный учетный документ — это документ, который оформляет произошедшие на предприятии факты хозяйственные жизни. С 1 января 2013 года в связи со вступлением в силу Федерального закона от 06.12.2011 N 402-ФЗ формы первичных учетных документов определяет экономический субъект в зависимости от цели их применения и утверждает руководитель экономического субъекта. Согласно ч.1 ст.7, ст.9 ФЗ N 402-ФЗ руководителем экономического субъекта определяется также и состав первичных учетных документов, применяемых для оформления фактов хозяйственной жизни экономического субъекта, и перечень лиц, имеющих право подписи первичных учетных документов. Ряд форм документов, используемых в качестве первичных учетных документов, установленные уполномоченными органами в соответствии и на основании других федеральных законов (например, кассовые документы), остаются обязательными и после 1.01.2013 года. В соответствии с этим обязательным перечнем и формами первичных документов, если иное не утверждено экономическим субъектом, является перечень, содержащийся в альбомах унифицированных форм первичной учетной документации, утвержденные Росстатом (Госкомстатом РФ) и Банком России.
 
- по учету кадров:

- Приказ (распоряжение) о приеме работника на работу (Унифицированная форма N Т-1) (ОКУД 0301001)
- Приказ (распоряжение) о приеме работников на работу (Унифицированная форма N Т-1а) (ОКУД 0301015)
- Личная карточка работника (Унифицированная форма N Т-2) (КНД 0301002)
- Личная карточка государственного (муниципального) служащего (Унифицированная форма N Т-2ГС(МС)) (ОКУД 0301016)
- Штатное расписание (Унифицированная форма N Т-3) (ОКУД 0301017)
- Учетная карточка научного, научно-педагогического работника (Унифицированная форма N Т-4) (ОКУД 0301003)
- Приказ (распоряжение) о переводе работника на другую работу (Унифицированная форма N Т-5) (ОКУД 0301004)
- Приказ (распоряжение) о переводе работников на другую работу (Унифицированная форма N Т-5а) (ОКУД 0301004)
- Приказ (распоряжение) о предоставлении отпуска работнику (Унифицированная форма N Т-6) (ОКУД 0301005)
- Приказ (распоряжение) о предоставлении отпуска работникам (Унифицированная форма N Т-6а) (ОКУД 0301005)
- График отпусков (Унифицированная форма N Т-7) (ОКУД 0301020
- Приказ (распоряжение) о прекращении (расторжении) трудового договора с работником (увольнении) (Унифицированная форма N Т-8) (ОКУД 0301006)
- Приказ (распоряжение) о прекращении (расторжении) трудового договора с работниками (увольнении) (Унифицированная форма N Т-8а) (ОКУД 0301006)
- Приказ (распоряжение) о направлении работника в командировку (Унифицированная форма N Т-9) (ОКУД 0301022)
- Приказ (распоряжение) о направлении работников в командировку (Унифицированная форма N Т-9а) (ОКУД 0301023)
- Командировочное удостоверение (Унифицированная форма N Т-10) (ОКУД 0301024)
- Служебное задание для направления в командировку и отчет о его выполнении (Унифицированная форма N Т-10а) (ОКУД 0301025)
- Приказ (распоряжение) о поощрении работника (Унифицированная форма N Т-11) (ОКУД 0301026)
- Приказ (распоряжение) о поощрении работников (Унифицированная форма N Т-11а) (ОКУД 0301027)

- по учету рабочего времени и расчетов с персоналом по оплате труда:

- Табель учета рабочего времени и расчета оплаты труда (Унифицированная форма N Т-12) (ОКУД 0301007)
- Табель учета рабочего времени (Унифицированная форма N Т-13) (ОКУД 0301008)
- Расчетно-платежная ведомость (Унифицированная форма N Т-49) (ОКУД 0301009)
- Расчетная ведомость (Унифицированная форма N Т-51) (ОКУД 0301010)
- Платежная ведомость (Унифицированная форма N Т-53) (ОКУД 0301011)
- Журнал регистрации платежных ведомостей (Унифицированная форма N Т-53а) (ОКУД 0301050)
- Лицевой счёт (Унифицированная форма N Т-54) (ОКУД 0301012)
- Лицевой счет (свт) (Унифицированная форма N Т-54а) (ОКУД 0301013)
- Записка-расчет о предоставлении отпуска работнику (Унифицированная форма N Т-60) (ОКУД 0301051)
- Записка-расчет при прекращении (расторжении) трудового договора с работником (увольнении) (Унифицированная форма N Т-61) (ОКУД 0301052)
- Акт о приеме работ, выполненных по срочному трудовому договору, заключенному на время выполнения определенной работы (Унифицированная форма N Т-73) (ОКУД 0301053)
- Справка о среднем заработке за последние три месяца по последнему месту работы (службы)

- по учету работ в капитальном строительстве и ремонтно-строительных работ:

- Акт о приемке выполненных работ (Унифицированная форма N КС-2) (ОКУД 0322005)
- Справка о стоимости выполненных работ и затрат (Унифицированная форма N КС-3) (ОКУД 0322001)
- Общий журнал работ (Типовая межотраслевая форма N КС-6) (ОКУД 0322002)
- Журнал учета выполненных работ (Унифицированная форма N КС-6а) (ОКУД 0322006)
- Акт о сдаче в эксплуатацию временного (нетитульного) сооружения (Унифицированная форма N КС-8) (ОКУД 0322007)
- Акт о разборке временных (нетитульных) сооружений (Унифицированная форма N КС-9) (ОКУД 0322008)
- Акт об оценке подлежащих сносу (переносу) зданий, строений, сооружений и насаждений (Унифицированная форма N КС-10) (ОКУД 0322009)
- Акт приемки законченного строительством объекта (Типовая межотраслевая форма N КС-11) (ОКУД 0322003)
- Акт приемки законченного строительством объекта приемочной комиссией (Типовая межотраслевая форма N КС-14) (ОКУД 0322004)
- Акт о приостановлении строительства (Унифицированная форма N КС-17) (ОКУД 0322010)
- Акт о приостановлении проектно- изыскательских работ по неосуществленному строительству (Унифицированная форма N КС-18) (ОКУД 0322011)

- по учету продукции, товарно-материальных ценностей в местах хранения:

- Акт о приеме-передаче товарно-материальных ценностей на хранение (Унифицированная форма N МХ-1) (ОКУД 0335001)
- Журнал учета товарно-материальных ценностей, сданных на хранение (Унифицированная форма N МХ-2) (ОКУД 0335002)
- Акт о возврате товарно-материальных ценностей, сданных на хранение (Унифицированная форма N МХ-3) (ОКУД 0335003)
- Журнал учета поступающих грузов (Унифицированная форма N МХ-4) (ОКУД 0335004)
- Журнал учета поступления продукции, товарно-материальных ценностей в места хранения (Унифицированная форма N МХ-5) (ОКУД 0335005)
- Журнал учета расхода продукции, товарно-материальных ценностей в местах хранения (Унифицированная форма N МХ-6) (ОКУД 0335006)
- Журнал учета поступления плодоовощной продукции в места хранения (Унифицированная форма N МХ-7) (ОКУД 0335007)
- Журнал учета расхода плодоовощной продукции в местах хранения (Унифицированная форма N МХ-8) (ОКУД 0335008)
- Весовая ведомость (Унифицированная форма N МХ-9) (ОКУД 0335009)
- Партионная карта (Унифицированная форма N МХ-10) (ОКУД 0335010)
- Акт о расходе товаров по партии (Унифицированная форма N МХ-11) (ОКУД 0335011)
- Акт о расходе товаров по партиям (Унифицированная форма N МХ-12) (ОКУД 0335012)
- Акт о контрольной проверке продукции, товарно-материальных ценностей, вывозимых из мест хранения (Унифицированная форма N МХ-13) (ОКУД 0335013)
- Акт о выборочной проверке наличия товарно-материальных ценностей в местах хранения (Унифицированная форма N МХ-14) (ОКУД 0335014)
- Акт об уценке товарно-материальных ценностей (Унифицированная форма N МХ-15) (ОКУД 0335015)
- Карточка учета овощей и картофеля в буртах (траншеях, овощехранилищах) (Унифицированная форма N МХ-16) (ОКУД 0335016)
- Акт о зачистке бурта (траншеи, овощехранилища) (Унифицированная форма N МХ-17) (ОКУД 0335017)
- Накладная на передачу готовой продукции в места хранения (Унифицированная форма N МХ-18) (ОКУД 0335018)
- Ведомость учета остатков товарно-материальных ценностей в местах хранения (Унифицированная форма N МХ-19) (ОКУД 0335019)
- Отчет о движении товарно-материальных ценностей в местах хранения (Унифицированная форма N МХ-20) (ОКУД 0335020)
- Отчет о движении товарно-материальных ценностей в местах хранения (Унифицированная форма N МХ-20а) (ОКУД 0335021)
- Отчет экспедитора (Унифицированная форма N МХ-21) (ОКУД 0335022)

- по учету денежных расчетов с населением при осуществлении торговых операций с применением контрольно-кассовой техники:

- Акт о переводе показаний суммирующих денежных счетчиков на нули и регистрации контрольных счетчиков контрольно-кассовой машины (Унифицированная форма N КМ-1) (ОКУД 0330101)
- Акт о снятии показаний контрольных и суммирующих денежных счетчиков при сдаче (отправке) контрольно-кассовой машины в ремонт и при возвращении ее в организацию (Унифицированная форма N КМ-2) (ОКУД 0330102)
- Акт о возврате денежных сумм покупателям (клиентам) по неиспользованным кассовым чекам (Унифицированная форма N КМ-3) (ОКУД 0330103)
- Журнал кассира-операциониста (Унифицированная форма N КМ-4) (ОКУД 0330104)
- Журнал регистрации показаний суммирующих денежных и контрольных счетчиков контрольно-кассовых машин, работающих без кассира-операциониста (Унифицированная форма N КМ-5) (ОКУД 0330105)
- Справка-отчет кассира-операциониста (Унифицированная форма N КМ-6) (ОКУД 0330106)
- Сведения о показаниях счетчиков контрольно-кассовых машин и выручке организации (Унифицированная форма N КМ-7) (ОКУД 0330107)
- Журнал учета вызовов технических специалистов и регистрации выполненных работ (Унифицированная форма N КМ-8) (ОКУД 0330108)
- Акт о проверке наличных денежных средств кассы (Унифицированная форма N КМ-9) (ОКУД 0330109)

- по учету торговых операций:

- Общие формы первичных учетных документов по учету торговых операций:

- Акт о приемке товаров (Унифицированная форма N ТОРГ-1) (ОКУД 0330201)
- Акт об установленном расхождении по количеству и качеству при приемке товарно-материальных ценностей (Унифицированная форма N ТОРГ-2) (ОКУД 0330202)
- Акт об установленном расхождении по количеству и качеству при приемке импортных товаров (Унифицированная форма N ТОРГ-3) (ОКУД 0330203)
- Акт о приемке товара, поступившего без счета поставщика (Унифицированная форма N ТОРГ-4) (ОКУД 0330204)
- Акт об оприходовании тары, не указанной в счете поставщика (Унифицированная форма N ТОРГ-5) (ОКУД 0330205)
- Акт о завесе тары (Унифицированная форма N ТОРГ-6) (ОКУД 0330206)
- Журнал регистрации товарно-материальных ценностей, требующих завеса тары (Унифицированная форма N ТОРГ-7) (ОКУД 0330207)
- Заказ - отборочный лист (Унифицированная форма N ТОРГ-8) (ОКУД 0330208)
- Упаковочный ярлык (Унифицированная форма N ТОРГ-9) (ОКУД 0330209)
- Спецификация (Унифицированная форма N ТОРГ-10) (ОКУД 0330210)
- Товарный ярлык (Унифицированная форма N ТОРГ-11) (ОКУД 0330211)
- Товарная накладная (Унифицированная форма N ТОРГ-12) (ОКУД 0330212)
- Универсальный передаточный документ
- Универсальный корректировочный документ
- Накладная на внутреннее перемещение, передачу товаров, тары (Унифицированная форма N ТОРГ-13) (ОКУД 0330213)
- Расходно-приходная накладная (для мелкорозничной торговли) (Унифицированная форма N ТОРГ-14) (ОКУД 0330214)
- Акт о порче, бое, ломе товарно-материальных ценностей (Унифицированная форма N ТОРГ-15) (ОКУД 0330215)
- Акт о списании товаров (Унифицированная форма N ТОРГ-16) (ОКУД 0330216)
- Приходный групповой отвес (Унифицированная форма N ТОРГ-17) (ОКУД 0330217)
- Журнал учета движения товаров на складе (Унифицированная форма N ТОРГ-18) (ОКУД 0330218)
- Расходный отвес (спецификация) (Унифицированная форма N ТОРГ-19) (ОКУД 0330219)
- Акт о подработке, подсортировке, перетаривании товаров (Унифицированная форма N ТОРГ-20) (ОКУД 0330220)
- Акт о переборке (сортировке) плодоовощной продукции (Унифицированная форма N ТОРГ-21) (ОКУД 0330221)
- Акт о контрольной (выборочной) проверке яиц (Унифицированная форма N ТОРГ-22) (ОКУД 0330222)
- Товарный журнал работника мелкорозничной торговли (Унифицированная форма N ТОРГ-23) (ОКУД 0330223)
- Акт о перемеривании тканей (Унифицированная форма N ТОРГ-24) (ОКУД 0330224)
- Акт об уценке лоскута (Унифицированная форма N ТОРГ-25) (ОКУД 0330225)
- Заказ (Унифицированная форма N ТОРГ-26) (ОКУД 0330226)
- Журнал учета выполнения заказов покупателей (Унифицированная форма N ТОРГ-27) (ОКУД 0330227)
- Карточка количественно-стоимостного учета (Унифицированная форма N ТОРГ-28) (ОКУД 0330228)
- Товарный отчет (Унифицированная форма N ТОРГ-29) (ОКУД 0330229)
- Отчет по таре (Унифицированная форма N ТОРГ-30) (ОКУД 0330230)
- Сопроводительный реестр сдачи документов (Унифицированная форма N ТОРГ-31) (ОКУД 0330231)

- Формы первичных учетных документов по учету торговых операций при продаже товаров в кредит:

- Справка для покупки товаров в кредит (Унифицированная форма N КР-1) (ОКУД 0330301)
- Поручение-обязательство (обязательство) (Унифицированная форма N КР-2) (ОКУД 0330302)
- Ведомость-опись поручений-обязательств (обязательств), оформленных покупателями за товары, проданные в кредит (Унифицированная форма N КР-3) (ОКУД 0330303)
- Распоряжение (Унифицированная форма N КР-4) (ОКУД 0330304)
- Ведомость учета поступления денег в расчетную кассу от покупателей в погашение задолженности за товары, проданные в кредит (Унифицированная форма N КР-5) (ОКУД 0330305)
- Реестр возвращенных поручений-обязательств (обязательств) (Унифицированная форма N КР-6) (ОКУД 0330306)
- Справка о состоянии расчетов с работниками за товары, проданные в кредит (Унифицированная форма N КР-7) (ОКУД 0330307)

- Формы первичных учетных документов по учету торговых операций в комиссионной торговле:

- Перечень товаров, принятых на комиссию (Унифицированная форма N КОМИС-1) (ОКУД 0330401)
- Перечень принятых на комиссию транспортных средств (автомобилей, мотоциклов) и номерных узлов (агрегатов) (Унифицированная форма N КОМИС-1а) (ОКУД 0330402)
- Товарный ярлык (Унифицированная форма N КОМИС-2) (ОКУД 0330403)
- Акт об уценке (Унифицированная форма N КОМИС-3) (ОКУД 0330404)
- Справка о продаже товаров, принятых на комиссию (Унифицированная форма N КОМИС-4) (ОКУД 0330405)
- Акт о снятии товара с продажи (Унифицированная форма N КОМИС-5) (ОКУД 0330406)
- Карточка учета товаров и расчетов по договорам комиссии (Унифицированная форма N КОМИС-6) (ОКУД 0330407)
- Ведомость учета платежей, полученных за хранение непроданных товаров (Унифицированная форма N КОМИС-7) (ОКУД 0330408)
- Журнал учета приема на комиссию и продажи транспортных средств (автомобилей, мотоциклов) и номерных узлов (агрегатов) (Унифицированная форма N КОМИС-8) (ОКУД 0330409)

- Формы первичных учетных документов по учету операций в общественном питании:

- Калькуляционная карточка (Унифицированная форма N ОП-1) (ОКУД 0330501)
- План-меню (Унифицированная форма N ОП-2) (ОКУД 0330502)
- Требование в кладовую (Унифицированная форма N ОП-3) (ОКУД 0330503)
- Накладная на отпуск товара (Унифицированная форма N ОП-4) (ОКУД 0330504)
- Закупочный акт (Унифицированная форма N ОП-5) (ОКУД 0330505)
- Дневной заборный лист (Унифицированная форма N ОП-6) (ОКУД 0330506)
- Опись дневных заборных листов (накладных) (Унифицированная форма N ОП-7) (ОКУД 0330507)
- Акт о бое, ломе и утрате посуды и приборов (Унифицированная форма N ОП-8) (ОКУД 0330508)
- Ведомость учета движения посуды и приборов (Унифицированная форма N ОП-9) (ОКУД 0330509)
- Акт о реализации и отпуске изделий кухни (Унифицированная форма N ОП-10) (ОКУД 0330510)
- Акт о продаже и отпуске изделий кухни (Унифицированная форма N ОП-11) (ОКУД 0330511)
- Акт о реализации готовых изделий кухни за наличный расчет (Унифицированная форма N ОП-12) (ОКУД 0330512)
- Контрольный расчет расхода специй и соли (Унифицированная форма N ОП-13) (ОКУД 0330513)
- Ведомость учета движения продуктов и тары на кухне (Унифицированная форма N ОП-14) (ОКУД 0330514)
- Акт о снятии остатков продуктов, полуфабрикатов и готовых изделий кухни (Унифицированная форма N ОП-15) (ОКУД 0330515)
- Ведомость учета остатков продуктов и товаров на складе (в кладовой) (Унифицированная форма N ОП-16) (ОКУД 0330516)
- Контрольный расчет расхода продуктов по нормам рецептур на выпущенные изделия (Унифицированная форма N ОП-17) (ОКУД 0330517)
- Акт о передаче товаров и тары при смене материально ответственного лица (Унифицированная форма N ОП-18) (ОКУД 0330518)
- Журнал учета столовой посуды и приборов, выдаваемых под отчет работникам организации (Унифицированная форма N ОП-19) (ОКУД 0330519)
- Заказ-счет (Унифицированная форма N ОП-20) (ОКУД 0330520)
- Акт на отпуск питания сотрудникам организации (Унифицированная форма N ОП-21) (ОКУД 0330521)
- Акт на отпуск питания по безналичному расчету (Унифицированная форма N ОП-22) (ОКУД 0330522)
- Акт о разделке мяса-сырья на полуфабрикаты (Унифицированная форма N ОП-23) (ОКУД 0330523)
- Ведомость учета движения готовых изделий в кондитерском и других цехах (Унифицированная форма N ОП-24) (ОКУД 0330524)
- Наряд-заказ на изготовление кондитерских и других изделий (Унифицированная форма N ОП-25) (ОКУД 0330525)

- по учету кассовых операций:

- Приходный кассовый ордер (Унифицированная форма N КО-1) (ОКУД 0310001)
- Расходный кассовый ордер (Унифицированная форма N КО-2) (ОКУД 0310002)
- Журнал регистрации приходных и расходных кассовых документов (Унифицированная форма N КО-3) (ОКУД 0310003)
- Кассовая книга (Унифицированная форма N КО-4) (ОКУД 0310004)
- Книга учета принятых и выданных кассиром денежных средств (Унифицированная форма N КО-5) (ОКУД 0310005)
- Авансовый отчёт (Унифицированная форма N АО-1) (ОКУД 0302001)
- Объявление на взнос наличными (Форма 0402001) (ОКУД 0402001)

- по учету кассовых операций:

- Инвентаризационная опись основных средств (Унифицированная форма N ИНВ-1) (ОКУД 0317001)
- Инвентаризационная опись нематериальных активов (Унифицированная форма N ИНВ-1а) (ОКУД 0317002)
- Инвентаризационный ярлык (Унифицированная форма N ИНВ-2) (ОКУД 0317003)
- Инвентаризационная опись товарно-материальных ценностей (Унифицированная форма N ИНВ-3) (ОКУД 0317004)
- Акт инвентаризации товарно-материальных ценностей отгруженных (Унифицированная форма N ИНВ-4) (ОКУД 0317005)
- Инвентаризационная опись товарно-материальных ценностей, принятых на ответственное хранение (Унифицированная форма N ИНВ-5) (ОКУД 0317006)
- Акт инвентаризации товарно-материальных ценностей, находящихся в пути (Унифицированная форма N ИНВ-6) (ОКУД 0317007)
- Акт инвентаризации драгоценных металлов и изделий из них (Унифицированная форма N ИНВ-8) (ОКУД 0317008)
- Инвентаризационная опись драгоценных металлов, содержащихся в деталях, полуфабрикатах, сборочных единицах (узлах), оборудовании, приборах и других изделиях (Унифицированная форма N ИНВ-8а) (ОКУД 0317009)
- Акт инвентаризации драгоценных камней, природных алмазов и изделий из них (Унифицированная форма N ИНВ-9) (ОКУД 0317010)
- Акт инвентаризации незаконченных ремонтов основных средств (Унифицированная форма N ИНВ-10) (ОКУД 0317011)
- Акт инвентаризации расходов будущих периодов (Унифицированная форма N ИНВ-11) (ОКУД 0317012)
- Акт инвентаризации наличных денежных средств (Унифицированная форма N ИНВ-15) (ОКУД 0317013)
- Инвентаризационная опись ценных бумаг и бланков документов строгой отчетности (Унифицированная форма N ИНВ-16) (ОКУД 0317014)
- Акт инвентаризации расчетов с покупателями, поставщиками и прочими дебиторами и кредиторами (Унифицированная форма N ИНВ-17) (ОКУД 0317015)
- Справка к акту инвентаризации расчетов с покупателями, поставщиками и прочими дебиторами и кредиторами (Приложение к унифицированной форме N ИНВ-17) (ОКУД 0317015)
- Сличительная ведомость результатов инвентаризации основных средств (Унифицированная форма N ИНВ-18) (ОКУД 0317016)
- Сличительная ведомость результатов инвентаризации товарно-материальных ценностей (Унифицированная форма N ИНВ-19) (ОКУД 0317017)
- Приказ (постановление, распоряжение) о проведении инвентаризации (Унифицированная форма N ИНВ-22) (ОКУД 0317018)
- Журнал учета контроля за выполнением приказов (постановлений, распоряжений) о проведении инвентаризации (Унифицированная форма N ИНВ-23) (ОКУД 0317019)
- Акт о контрольной проверке правильности проведения инвентаризации ценностей (Унифицированная форма N ИНВ-24) (ОКУД 0317020)
- Журнал учета контрольных проверок правильности проведения инвентаризаций (Унифицированная форма N ИНВ-25) (ОКУД 0317021)
- Ведомость учета результатов, выявленных инвентаризацией (Унифицированная форма N ИНВ-26) (ОКУД 0317022)

- по учету работы строительных машин и механизмов:

- Рапорт о работе башенного крана (Типовая межотраслевая форма N ЭСМ-1) (ОКУД 0340001)
- Путевой лист строительной машины (Типовая межотраслевая форма N ЭСМ-2) (ОКУД 0340002)
- Рапорт о работе строительной машины (механизма) (Типовая межотраслевая форма N ЭСМ-3) (ОКУД 0340003)
- Рапорт - наряд о работе строительной машины (механизма) (Типовая межотраслевая форма N ЭСМ-4) (ОКУД 0340004)
- Карта учета работы строительной машины (механизма) (Типовая межотраслевая форма N ЭСМ-5) (ОКУД 0340005)
- Журнал учета работы строительных машин (механизмов) (Типовая межотраслевая форма N ЭСМ-6) (ОКУД 0340006)
- Справка о выполненных работах (услугах) (Типовая межотраслевая форма N ЭСМ-7) (ОКУД 0340007)

- по учету работ в автомобильном транспорте:

- Путевой лист легкового автомобиля (Типовая межотраслевая форма N 3) (ОКУД 0345001)
- Путевой лист специального автомобиля (Типовая межотраслевая форма N 3 спец.) (ОКУД 0345002)
- Путевой лист легкового такси (Типовая межотраслевая форма N 4) (ОКУД 0345003)
- Путевой лист грузового автомобиля (Типовая межотраслевая форма N 4-С) (ОКУД 0345004)
- Путевой лист грузового автомобиля (Типовая межотраслевая форма N 4-П) (ОКУД 0345005)
- Путевой лист автобуса (Типовая межотраслевая форма N 6) (ОКУД 0345006)
- Путевой лист автобуса необщего пользования (Типовая межотраслевая форма N 6 спец.) (ОКУД 0345007)
- Журнал учета движения путевых листов (Типовая межотраслевая форма N 8) (ОКУД 0345008)
- Товарно-транспортная накладная (Типовая межотраслевая форма N 1-Т) (ОКУД 0345009)
- Транспортная накладная

- по учету основных средств и нематериальных активов:

- Акт о приеме-передаче объекта основных средств (кроме зданий, сооружений) (Унифицированная форма N ОС-1) (ОКУД 0306001)
- Акт о приеме-передаче здания (сооружения) (Унифицированная форма N ОС-1а) (ОКУД 0306030)
- Акт о приеме-передаче групп объектов основных средств (кроме зданий, сооружений) (Унифицированная форма N ОС-1б) (ОКУД 0306031)
- Накладная на внутреннее перемещение объектов основных средств (Унифицированная форма N ОС-2) (ОКУД 0306032)
- Акт о приеме-сдаче отремонтированных, реконструированных, модернизированных объектов основных средств (Унифицированная форма N ОС-3) (ОКУД 0306002)
- Акт о списании объекта основных средств (кроме автотранспортных средств) (Унифицированная форма N ОС-4) (ОКУД 0306003)
- Акт о списании автотранспортных средств (Унифицированная форма N ОС-4а) (ОКУД 0306004)
- Акт о списании групп объектов основных средств (кроме автотранспортных средств) (Унифицированная форма N ОС-4б) (ОКУД 0306033)
- Инвентарная карточка учета объекта основных средств (Унифицированная форма N ОС-6) (ОКУД 0306005)
- Инвентарная карточка группового учета объектов основных средств (Унифицированная форма N ОС-6а) (ОКУД 0306034)
- Инвентарная книга учета объектов основных средств (Унифицированная форма N ОС-6б) (ОКУД 0306035)
- Акт о приеме (поступлении) оборудования (Унифицированная форма N ОС-14) (ОКУД 0306006)
- Акт о приеме-передаче оборудования в монтаж (Унифицированная форма N ОС-15) (ОКУД 0306007)
- Акт о выявленных дефектах оборудования (Унифицированная форма N ОС-16) (ОКУД 0306008)
- Карточка учета нематериальных активов (Типовая межотраслевая форма N НМА-1) (ОКУД 0306009)

- по учету материалов:

- Доверенность (Типовая межотраслевая форма N М-2) (ОКУД 0315001)
- Доверенность (Типовая межотраслевая форма N М-2а) (ОКУД 0315002)
- Приходный ордер (Типовая межотраслевая форма N М-4) (ОКУД 0315003)
- Акт о приемке материалов (Типовая межотраслевая форма N М-7) (ОКУД 0315004)
- Лимитно-заборная карта (Типовая межотраслевая форма N М-8) (ОКУД 0315005)
- Требование-накладная (Типовая межотраслевая форма N М-11) (ОКУД 0315006)
- Накладная на отпуск материалов на сторону (Типовая межотраслевая форма N М-15) (ОКУД 0315007)
- Карточка учета материалов (Типовая межотраслевая форма N М-17) (ОКУД 0315008)
- Акт об оприходовании материальных ценностей, полученных при разборке и демонтаже зданий и сооружений (Типовая межотраслевая форма N М-35) (ОКУД 0315009)

- по учету малоценных и быстроизнашивающихся предметов:

- Карточка учета малоценных и быстроизнашивающихся предметов (Типовая межотраслевая форма N МБ-2) (ОКУД 0320001)
- Акт выбытия малоценных и быстроизнашивающихся предметов (Типовая межотраслевая форма N МБ-4) (ОКУД 0320002)
- Ведомость учета выдачи спецодежды, спецобуви и предохранительных приспособлений (Типовая межотраслевая форма N МБ-7) (ОКУД 0320003)
- Акт на списание малоценных и быстроизнашивающихся предметов (Типовая межотраслевая форма N МБ-8) (ОКУД 0320004)

- по учету сельскохозяйственной продукции и сырья:

- Формы первичных учетных документов по учету движения зерна

- Реестр отправки зерна и другой продукции с поля (Типовая межотраслевая форма N СП-1) (ОКУД 0325001)
- Реестр приема зерна и другой продукции (Типовая межотраслевая форма N СП-2) (ОКУД 0325002)
- Талон водителя (Типовая межотраслевая форма N СП-5) (ОКУД 0325005)
- Талон комбайнера (Типовая межотраслевая форма N СП-6) (ОКУД 0325006)
- Талон бункериста (Типовая межотраслевая форма N СП-7) (ОКУД 0325007)
- Реестр приема зерна от водителя (Типовая межотраслевая форма N СП-8) (ОКУД 0325008)
- Реестр приема зерна весовщиком (Типовая межотраслевая форма N СП-9) (ОКУД 0325009)
- Выписка из реестра о намолоте зерна и убранной площади (Типовая межотраслевая форма N СП-10) (ОКУД 0325010)
- Ведомость движения зерна и другой продукции (Типовая межотраслевая форма N СП-11) (ОКУД 0325011)
- Товарно-транспортная накладная (зерно) (Типовая межотраслевая форма N СП-31) (ОКУД 0325031)

- Формы первичных учетных документов по учету движения другой продукции растениеводства:

- Путевка на вывоз продукции с поля (Типовая межотраслевая форма N СП-4) (ОКУД 0325004)
- Акт на сортировку и сушку продукции растениеводства (Типовая межотраслевая форма N СП-12) (ОКУД 0325012)
- Акт расхода семян и посадочного материала (Типовая межотраслевая форма N СП-13) (ОКУД 0325013)
- Дневник поступления продукции закрытого грунта (Типовая межотраслевая форма N СП-15) (ОКУД 0325015)
- Дневник поступления продукции садоводства (Типовая межотраслевая форма N СП-16) (ОКУД 0325016)
- Акт приема грубых и сочных кормов (Типовая межотраслевая форма N СП-17) (ОКУД 0325017)
- Акт на оприходование пастбищных кормов (Типовая межотраслевая форма N СП-18) (ОКУД 0325018)
- Акт на оприходование пастбищных кормов, учтенных по укосному методу (Типовая межотраслевая форма N СП-19) (ОКУД 0325019)
- Ведомость учета расхода кормов (Типовая межотраслевая форма N СП-20) (ОКУД 0325020)

- Формы первичных учетных документов по учету движения животных:

- Акт на оприходование приплода животных (Типовая межотраслевая форма N СП-39) (ОКУД 0325039)
- Приемо-расчетная ведомость на животных, принятых от населения (Типовая межотраслевая форма N СП-40) (ОКУД 0325040)
- Акт на вывод и сортировку суточного молодняка птицы (Типовая межотраслевая форма N СП-41) (ОКУД 0325041)
- Акт на оприходование приплода зверей (Типовая межотраслевая форма N СП-42) (ОКУД 0325042)
- Ведомость взвешивания животных (Типовая межотраслевая форма N СП-43) (ОКУД 0325043)
- Расчет определения прироста живой массы (Типовая межотраслевая форма N СП-44) (ОКУД 0325044)
- Акт снятия скота (с откорма, нагула, доращивания) (Типовая межотраслевая форма N СП-45) (ОКУД 0325045)
- Акт на перевод животных (Типовая межотраслевая форма N СП-47) (ОКУД 0325047)
- Учетный лист движения животных и расхода кормов (Типовая межотраслевая форма N СП-48) (ОКУД 0325048)
- Путевой журнал следования скота, отправленного по железной дороге (Типовая межотраслевая форма N СП-49) (ОКУД 0325049)
- Книжка чабана, гуртоправа, табунщика и др. (Типовая межотраслевая форма N СП-50) (ОКУД 0325050)
- Отчет о движении скота и птицы на ферме (Типовая межотраслевая форма N СП-51) (ОКУД 0325051)
- Карточка учета движения молодняка птицы (Типовая межотраслевая форма N СП-52) (ОКУД 0325052)
- Карточка учета движения взрослой птицы (Типовая межотраслевая форма N СП-53) (ОКУД 0325053)
- Акт на выбытие животных и птицы (забой, прирезка и падеж) (Типовая межотраслевая форма N СП-54) (ОКУД 0325054)
- Учетный лист убоя и падежа животных (Типовая межотраслевая форма N СП-55) (ОКУД 0325055)
- Производственный отчет о переработке птицы и выходе продукции (Типовая межотраслевая форма N СП-56) (ОКУД 0325056)
- Формы первичных учетных документов по учету движения продукции животноводства
- Дневник поступления сельскохозяйственной продукции (Типовая межотраслевая форма N СП-14) (ОКУД 0325014)
- Журнал учета надоя молока (Типовая межотраслевая форма N СП-21) (ОКУД 0325021)
- Журнал учета приемки (закупки) молока от граждан (Типовая межотраслевая форма N СП-22) (ОКУД 0325022)
- Ведомость учета движения молока (Типовая межотраслевая форма N СП-23) (ОКУД 0325023)
- Акт настрига и приема шерсти (Типовая межотраслевая форма N СП-24) (ОКУД 0325024)
- Дневник поступления и отправки шерсти (Типовая межотраслевая форма N СП-25) (ОКУД 0325025)
- Акт сортировки яиц в цехе инкубации (Типовая межотраслевая форма N СП-26) (ОКУД 0325026)
- Ведомость переработки молока и молочных продуктов (Типовая межотраслевая форма N СП-27) (ОКУД 0325027)
- Отчет о переработке продукции (Типовая межотраслевая форма N СП-28) (ОКУД 0325028)
- Отчет о процессах инкубации (Типовая межотраслевая форма N СП-29) (ОКУД 0325029)

- Формы первичных учетных документов по учету реализации продукции

- Реестр документов на выбытие продукции (Типовая межотраслевая форма N СП-3) (ОКУД 0325003)
- Отчет по складу-холодильнику (Типовая межотраслевая форма N СП-30) (ОКУД 0325030)
- Товарно-транспортная накладная (животные) (Типовая межотраслевая форма N СП-32) (ОКУД 0325032)
- Товарно-транспортная накладная (молсырье) (Типовая межотраслевая форма N СП-33) (ОКУД 0325033)
- Товарно-транспортная накладная (овощи, плоды, ягоды, лубяные культуры) (Типовая межотраслевая форма N СП-34) (ОКУД 0325034)
- Товарно-транспортная накладная (шерсть) (Типовая межотраслевая форма N СП-35) (ОКУД 0325035)
- Акт о приемке продукции для реализации (продажи) (Типовая межотраслевая форма N СП-36) (ОКУД 0325036)
- Отчет о реализации продукции (Типовая межотраслевая форма N СП-37) (ОКУД 0325037)
- Отчет о продаже сельскохозяйственной продукции (Типовая межотраслевая форма N СП-38) (ОКУД 0325038)
- Акт на передачу (продажу), закупку скота и птицы по договорам с гражданами (Типовая межотраслевая форма N СП-46) (ОКУД 0325046)

- специализированные формы первичной учетной документации в сельском хозяйстве:

- Акт на оприходование земельных угодий (Форма 401-АПК)
- Акт на оприходование земель (земельной доли) (Форма 402-АПК)
- Акт приема-передачи земель (долей) во временное пользование (Форма 403-АПК)
- Акт приема многолетних насаждений (Форма 404-АПК)
- Акт на списание многолетних насаждений (Форма 405-АПК)
- Акт на выбраковку животного из основного стада (Форма 406-АПК)
- Акт переоценки внеоборотных активов (Форма 407-АПК)
- Учетный лист труда и выполненных работ (Форма 410-АПК)
- Учетный лист тракториста-машиниста (Форма 411-АПК)
- Путевой лист трактора (Форма 412-АПК)
- Расчет начисления оплаты труда работникам животноводства (Форма 413-АПК)
- Наряд на сдельную работу (Форма 414-АПК)
- Ведомость выдачи натуральной оплаты (Форма 415-АПК)
- Ведомость на выдачу арендной платы за земельные доли (Форма 416-АПК)
- Акт об использовании минеральных, органических и бактериальных удобрений (Форма 420-АПК)
- Акт на списание инвентаря и хозяйственных принадлежностей (Форма 421-АПК)
- Ведомость учета выдачи (возврата) инвентаря и хозяйственных принадлежностей (Форма 422-АПК)
- Карточка учета инвентаря и хозяйственных принадлежностей (Форма 423-АПК)
- Карточка учета работы шин (Форма 424-АПК)
- Реестр карточек учета работы шин (Форма 425-АПК)

- расчетные (платежные) документы:

- Платёжное поручение (Форма 0401060)
- Инкассовое поручение (Форма 0401071)
- Платёжное требование (Форма 0401061)
- Платёжный ордер (Форма 0401066)